# Misión de Cuínco
Es un sector rural de la comuna de Osorno, ubicado junto a la ribera oriental del Río Rahue, junto al estero Cuínco. Actualmente es un fundo ubicado junto al área de expansión urbana de la ciudad de Osorno del sector denominado Pampa Alegre.

## Historia
En el año de 1794, tras el Parlamento de Las Canoas, se instala en el Río Rahue junto al estero Cuínco la Misión San Juan Capistrano de Coyunco. En el año 1851 esta misión se suprime y es reabierta en 1858 en la ribera oeste del Río Rahue bajo el nombre de Misión de Rahue.

## Accesibilidad y transporte
Se accede a él por la Ruta U-16 y se encuentra a 7,9 km del centro de Osorno.